# Lijst van personen uit Verona
Dit is een chronologische lijst van personen uit Verona. Het gaat om personen die in deze Italiaanse stad in de regio Veneto zijn geboren of hebben gewoond.

## Geboren in Verona

### Voor 1500

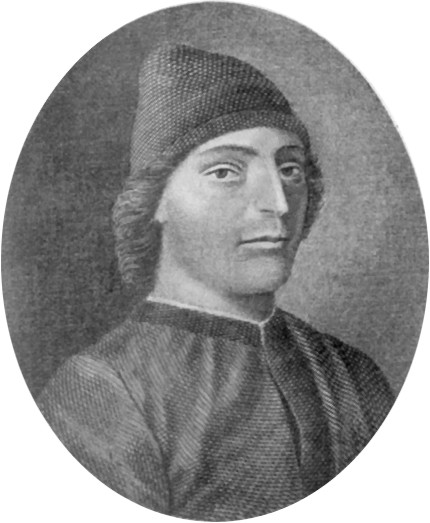
Humanist Guarino da Verona (1370-1460)

- Catullus (ca. 84 v.Chr.), Romeins dichter
- Aemilius Macer (1e eeuw v.Chr. - 16), Romeins dichter
- Francesco Bevilacqua (1304-1368), ambassadeur en ridder
- Pietro II della Scala (1330-1393), bisschop van Verona en van Lodi
- Fregnano della Scala (circa 1330-1354), condottiere
- Guarino da Verona (1370-1460), humanist
- Girolamo Della Torre (1444-1506), medicus en hoogleraar aan de universiteit van Padua
- Gabriele Zerbi (1445-1505), medicus en hoogleraar aan de universiteiten van Padua, Bologna en Rome
- Natalis Montesaurus (1477-1552), medicus en hoogleraar aan de universiteit van Bologna

### 1500–1799

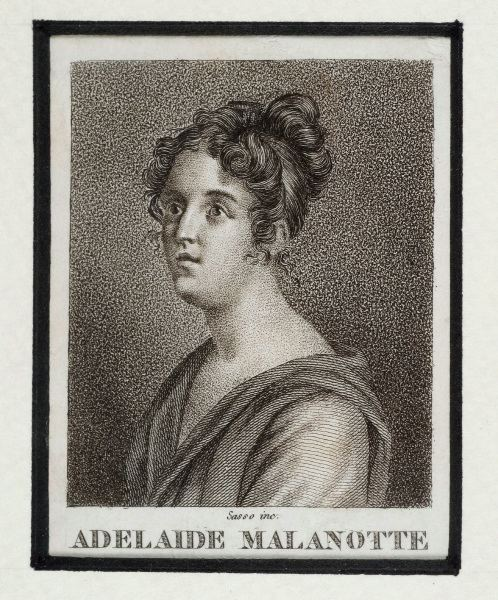
Operazangeres Adelaide Malanotte (1785-1832)

- Nicolò Ormanetto (1515 of 1516-1577), jurist bij Curiekardinalen, bisschop van Padua, nuntius in Madrid
- Bernardino India (1528-1590), kunstschilder
- Paolo Veronese (1528-1588), kunstschilder
- Onofrio Panvinio (1530-1568), bibliothecaris in de Vaticaanse bibliotheek
- Dario Varotari de Oudere (circa 1539-1596), kunstschilder in Padua
- Giuseppe Torelli (1658-1709), componist
- Evaristo Felice dall'Abaco (1675-1742), componist en cellist
- Giuseppe Gazzaniga (1743-1818), componist
- Ippolito Pindemonte (1753-1828), dichter, schrijver en vertaler
- Adelaide Malanotte (1785-1832), operazangeres

### 1800–1899

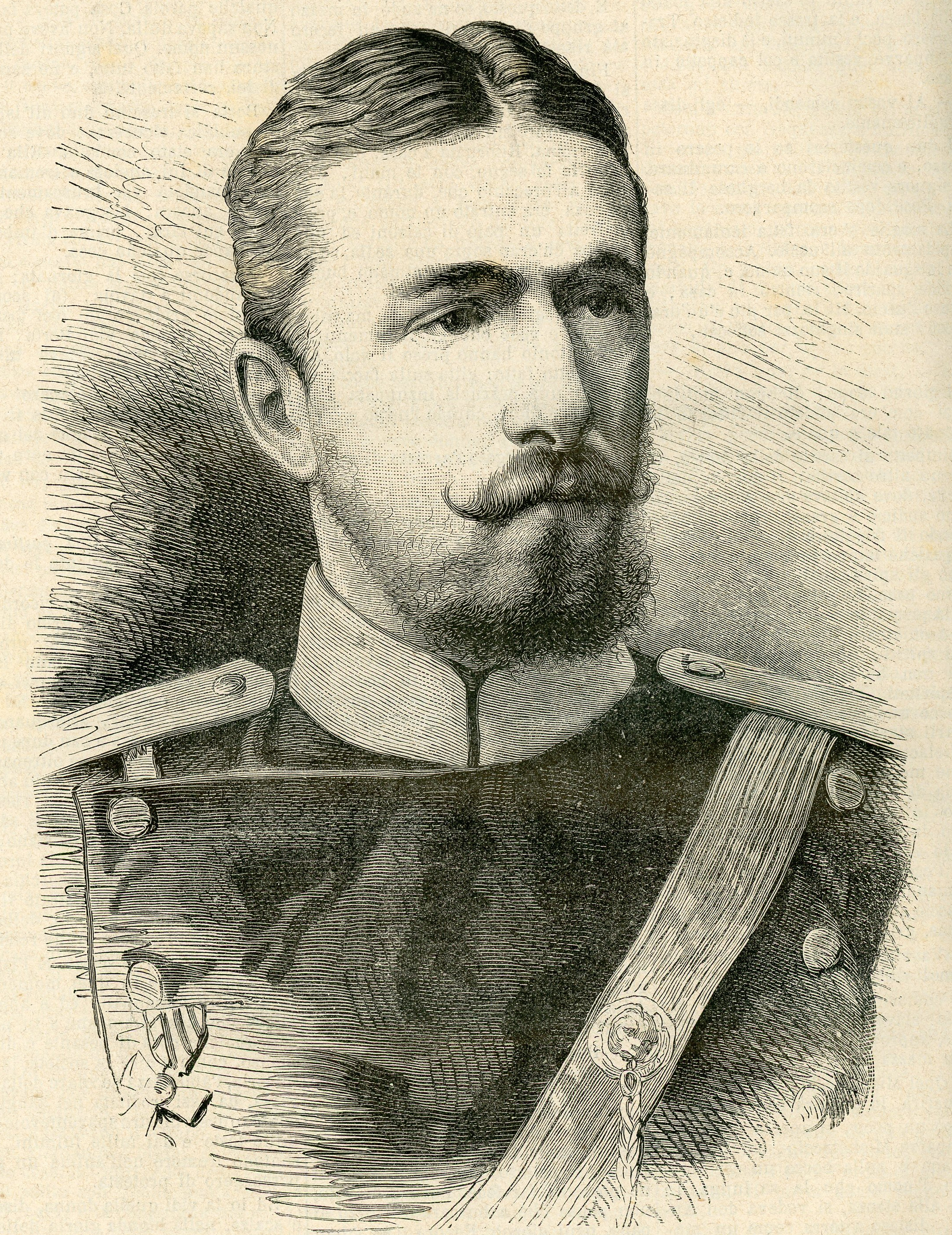
Alexander I van Bulgarije (1857-1893)

- Antonio Perez (1821-1890), burgemeester van Verona en volksvertegenwoordiger
- Cesare Lombroso (1835-1909), criminoloog en hoogleraar
- Luigi Dorigo (1850-1927), advocaat en senator
- Alexander I van Bulgarije (1857-1893), vorst van Bulgarije
- Giovanni Calabria, priester en heilige
- Romano Guardini (1885-1968), priester, theoloog en filosoof
- Carlo Ederle (1892-1917), militair ingenieur
- Arturo Bresciani (1899-1948), wielrenner

### 1900–1949
- Dino Limoni (1912-1986), politicus
- Giulio Cabianca (1923-1961), Formule 1-coureur
- Lorenzo Bellomi (1929-1996), bisschop van Triëst
- Mario Capecchi (1937), Italiaans-Amerikaans geneticus en Nobelprijswinnaar (2007)
- Alberto Castagnetti (1943), zwemkampioen en -trainer
- Gigliola Cinquetti (1947), zangeres
- Paola Fantato (1959), boogschutter

### 1950–1999

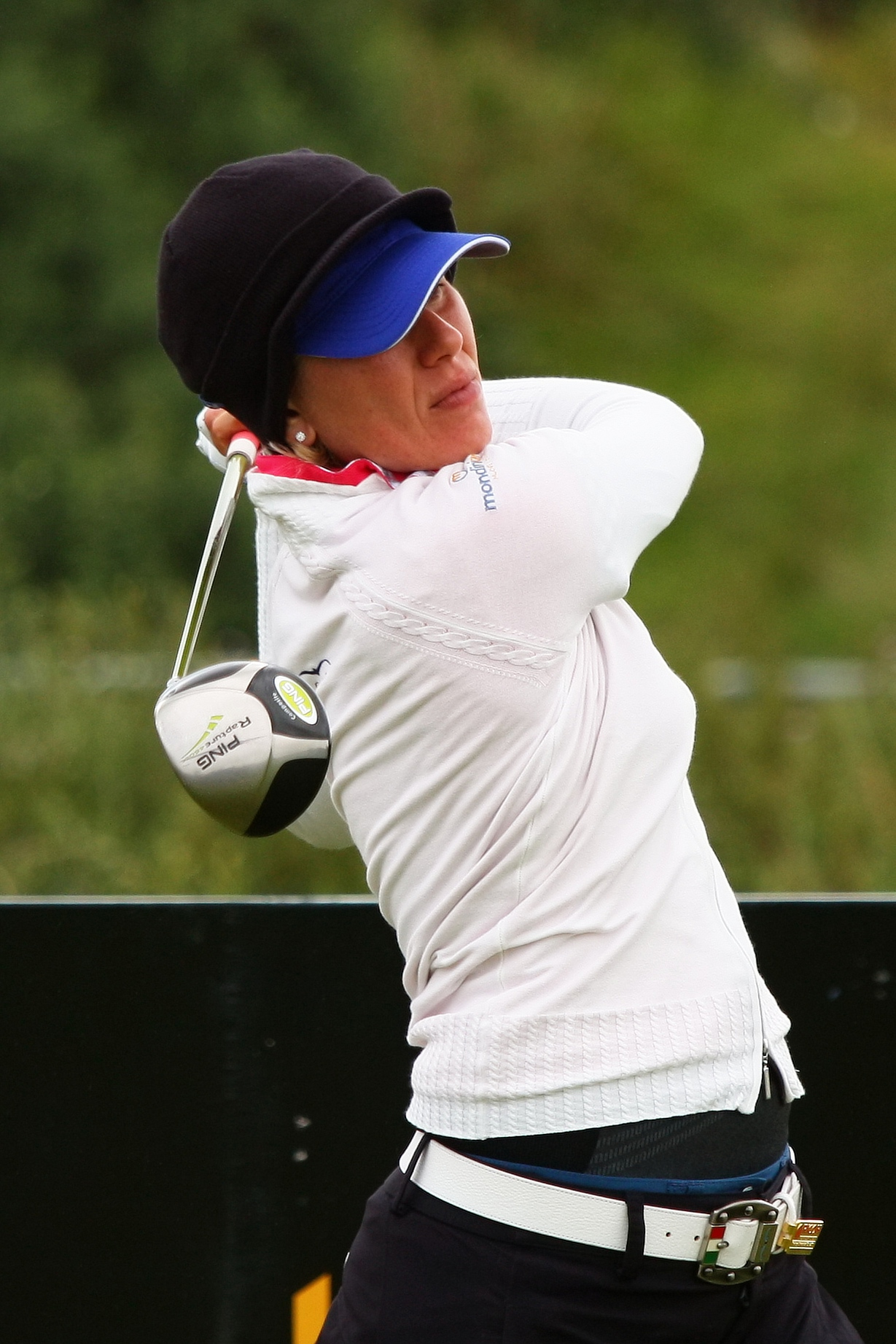
Golfster Veronica Zorzi (1980)

- Alberto Castellani (1961), voetbalscheidsrechter
- Francesco Testi (1978), acteur
- Veronica Zorzi (1980), golfprofessional
- Damiano Cunego (1981), wielrenner
- Luca Pizzini (1989), zwemmer
- Achille Lauro (1990), zanger
- Giovanni Lonardi (1996), wielrenner
- Umberto Poli (1996), wielrenner

### Vanaf 2000
- Destiny Udogie (2002), voetballer
- Filippo Terracciano (2003), voetballer

## Woonachtig (geweest) in Verona
- Theodorik de Grote (451-526), ook bekend als Diederik van Bern (Verona)
- Dante Alighieri (1265-1321), dichter
- Johanna van Antiochië (1280-1352), gemalin van Cangrande della Scala
- Rinaldo van Villafranca (tussen 1288 en 1290 - 1362), oprichter van een Latijnse school in Verona
- Cortesia Serego (1335-1386), kapitein-generaal van de stadsmilitie die de Slag in Brentelle (1386) verloor
- Marzagaia (circa 1350-circa 1425-1430), kroniekschrijver over Verona
- Leonardo Salimbeni (1752-1823), docent en directeur van de Militaire School van Verona
- Brian Kamstra (Heden), Voormalig Professioneel Wielrenner voor Team Novo Nordisk